# Stenus renifer
Stenus renifer är en skalbaggsart som beskrevs av John Lawrence LeConte. Stenus renifer ingår i släktet Stenus och familjen kortvingar. Inga underarter finns listade i Catalogue of Life.